# Sinella basidens
Sinella basidens är en urinsektsart som beskrevs av F. Bonet 1934. Sinella basidens ingår i släktet Sinella och familjen brokhoppstjärtar. Inga underarter finns listade i Catalogue of Life.